# Unión de la Reconstrucción Económica
La Unión de la Reconstrucción Económica (en alemán: Wirtschaftliche Aufbau-Vereinigung, WAV) fue un partido político alemán de tendencia conservadora y populista, existente entre 1945 y 1953. 

## Historia
Fue fundado en Baviera en 1945 por el abogado Alfred Loritz. El 8 de diciembre de ese año fue oficialmente reconocido como partido por las fuerzas de ocupación. Al igual que el posteriormente establecido Bloque de los Refugiados y Expatriados, su apoyo consistía principalmente en los alemanes expulsados. El partido  también intentó llegar a los ex nazis que se veían como víctimas de los procesos de desnazificación emprendidos por la ocupación aliada.
El partido existía solo en Baviera, sin tener actividad en otros estados federados (de manera similar a la CSU). Además del populismo y su apoyo al federalismo, la base ideológica del partido era muy limitada.
Contó con representación parlamentaria en el Parlamento regional bávaro tras las elecciones estatales de 1946, en las que obtuvo un 7,4% de los votos. Tres años después, en las elecciones federales de 1949, consiguió el 2.9% de los votos (14.4% en Baviera) y 12 escaños en el Bundestag.
A partir de este momento, el partido comenzó a decaer. Su votación se derrumbó en las elecciones de Baviera de 1950, con el 2,8%. Además, el partido comenzó a desintegrarse dentro del Bundestag, cuando cuatro de sus miembros lo abandonaron para formar un nuevo grupo parlamentario con el Partido de Centro. En diciembre de 1951 un grupo de seis diputados dejó el partido para unirse al Partido Alemán y cuando otro diputado se unió al Deutsche Reichspartei (DRP), poco después, se dejó a Loritz como el único diputado del WAV. Lo peor estaba por llegar en el año 1952, cuando el partido participó en las elecciones municipales y obtuvo solo el 0,3% de los votos.
El partido no presentó candidatos para las elecciones federales de 1953 y se disolvió ese mismo año.

## Resultados electorales

### Elecciones federales
| Año  | # de votos por lista | % de votos por lista | # de escaños obtenidos | Estado    |
| ---- | -------------------- | -------------------- | ---------------------- | --------- |
| 1949 | 681.888 (#8)         | 2,87                 | 12/402                 | Oposición |

### Elecciones al Landtag de Baviera
| Año       | # de votos directos | # de votos por lista | % de votos por lista | # de escaños obtenidos | +/– | Estado             |
| --------- | ------------------- | -------------------- | -------------------- | ---------------------- | --- | ------------------ |
| Jun. 1946 |                     | 137.765 (#4)         | 5,1                  | 8/180                  |     | Oposición          |
| Dic. 1946 |                     | 225.404 (#3)         | 7,4                  | 13/180                 | 5   | Oposición          |
| 1950      | 132.183 (#6)        | 127.504 (#6)         | 2,8                  | 0/204                  | 13  | Extraparlamentario |